# جچاپیتا
جچاپیتا (به اسپانیایی: Jechapita) یک کوه در پرو است که در Peru, Arequipa Region واقع شده‌است. جچاپیتا ۳٬۳۸۸ متر بالاتر از سطح دریا واقع شده‌است.